# Pfarrkirche Obertrum am See
Koordinaten: 47° 56′ 14,4″ N, 13° 4′ 38,9″ O

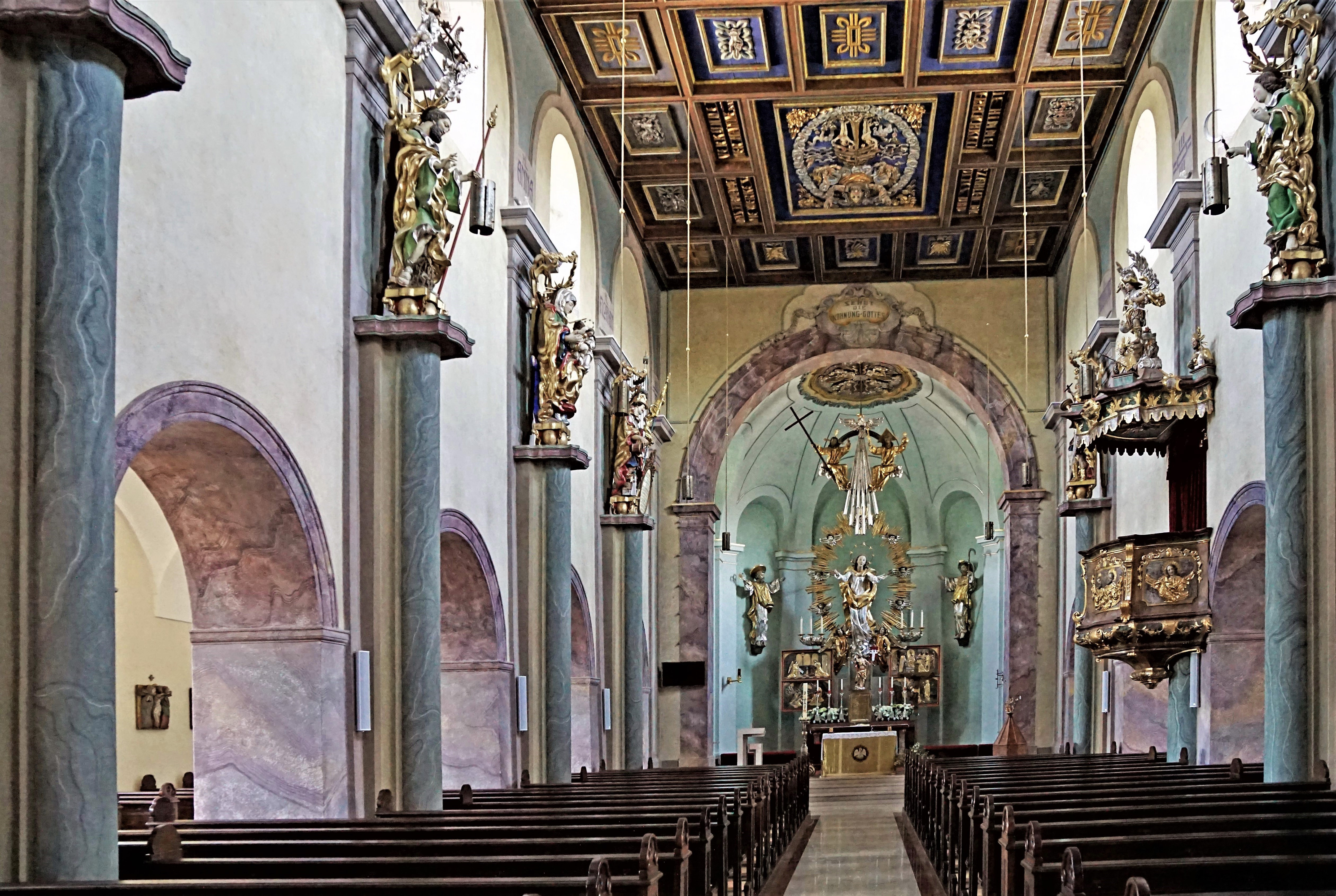
Innenansicht gegen den Altarraum

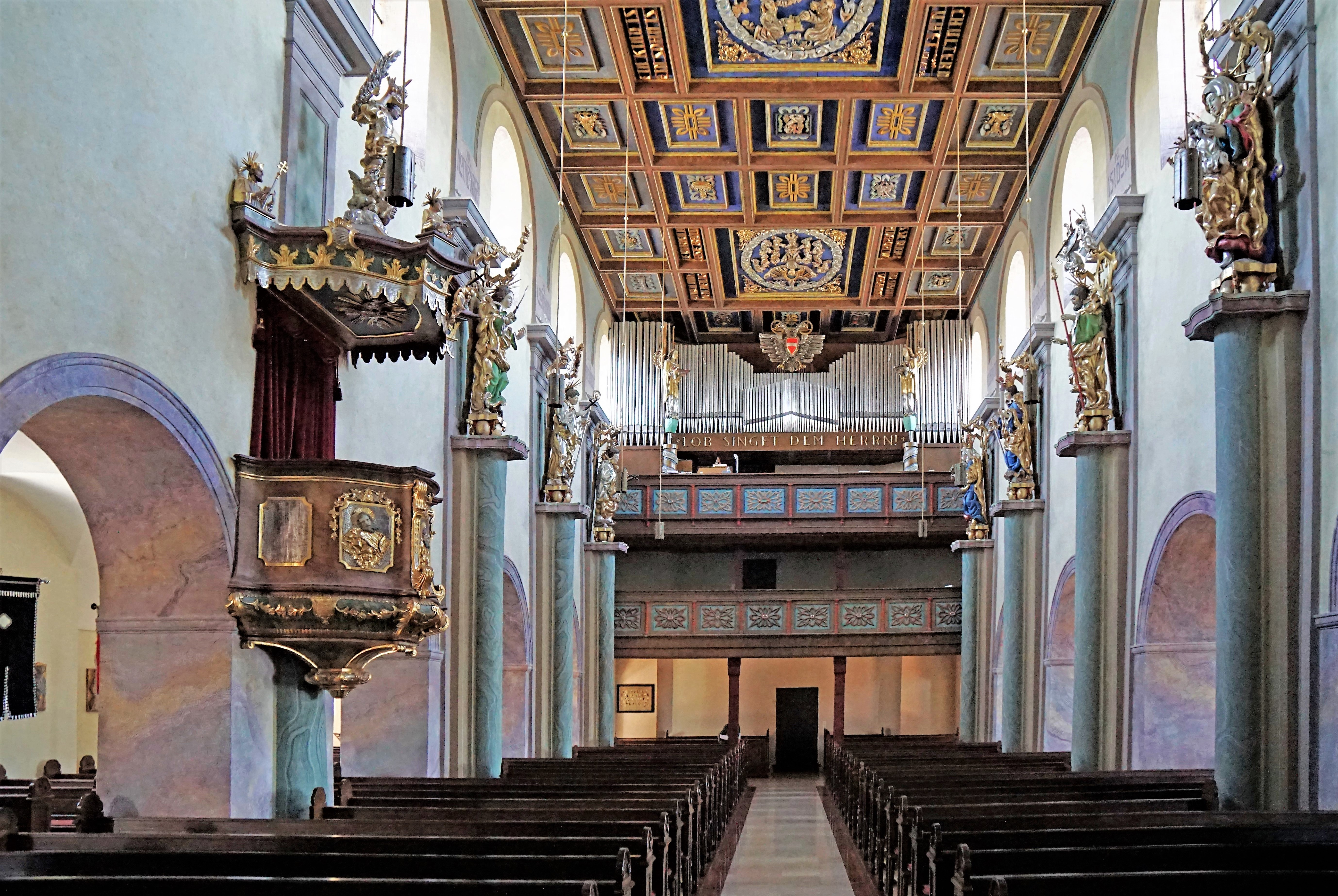
Innenansicht gegen die Orgelempore

Die römisch-katholische Pfarrkirche Obertrum am See steht etwas erhöht in der Ortsmitte der Marktgemeinde Obertrum am See im Bezirk Salzburg-Umgebung im Land Salzburg. Die auf den heiligen Jakobus den Älteren geweihte Kirche gehört zum Dekanat Köstendorf in der Erzdiözese Salzburg. Die Kirche steht unter Denkmalschutz.

## Geschichte
Eine Pfarre wurde 1143 urkundlich genannt. Von 1338 bis 1893 bestand eine Mensalpfarre des Dechanten vom Stift Mattsee. 1499 wurde der spätgotische Westturm mit Wolfgang Wiesinger aus Braunau am Inn erbaut. 1714 wurde südlich ein Seitenschiff angebaut, 1799 nördlich ein Seitenschiff angebaut. Nach einem Brand (1917) wurde die Kirche von 1917 bis 1920 wesentlich verändert nach den Plänen des Architekten Karl Pirich vom Jugendstil beeinflusst wieder aufgebaut und eingerichtet. 1925 wurde die Kirche neu geweiht. 1950 und 1965 war eine Außenrestaurierung, 1957 eine Innenrestaurierung. 2015 erfolgte eine umfassende Sanierung der Kirche, wobei Mauerreste aus dem 10./11. Jahrhundert gefunden wurden.

## Bauwerk
Die Kirche ist von einem Friedhof mit einer Ummauerung umgeben. Die im Kern mittelalterliche Kirche mit einem spätgotischen Westturm wurde mit barocken Seitenschiffen erweitert und ab 1917 nach einem Brand mit einer Mittelschifferhöhung durch eine flache Holzkassettendecke (Jakob Adlhart) zur Basilika ausgebaut. Die östliche Apsis mit 5/8-Schluss bildet den Altarraum. In der südlichen Langhauswand ist ein Gedenkstein von 1625 für Vikar Thomas Passecker zu sehen.

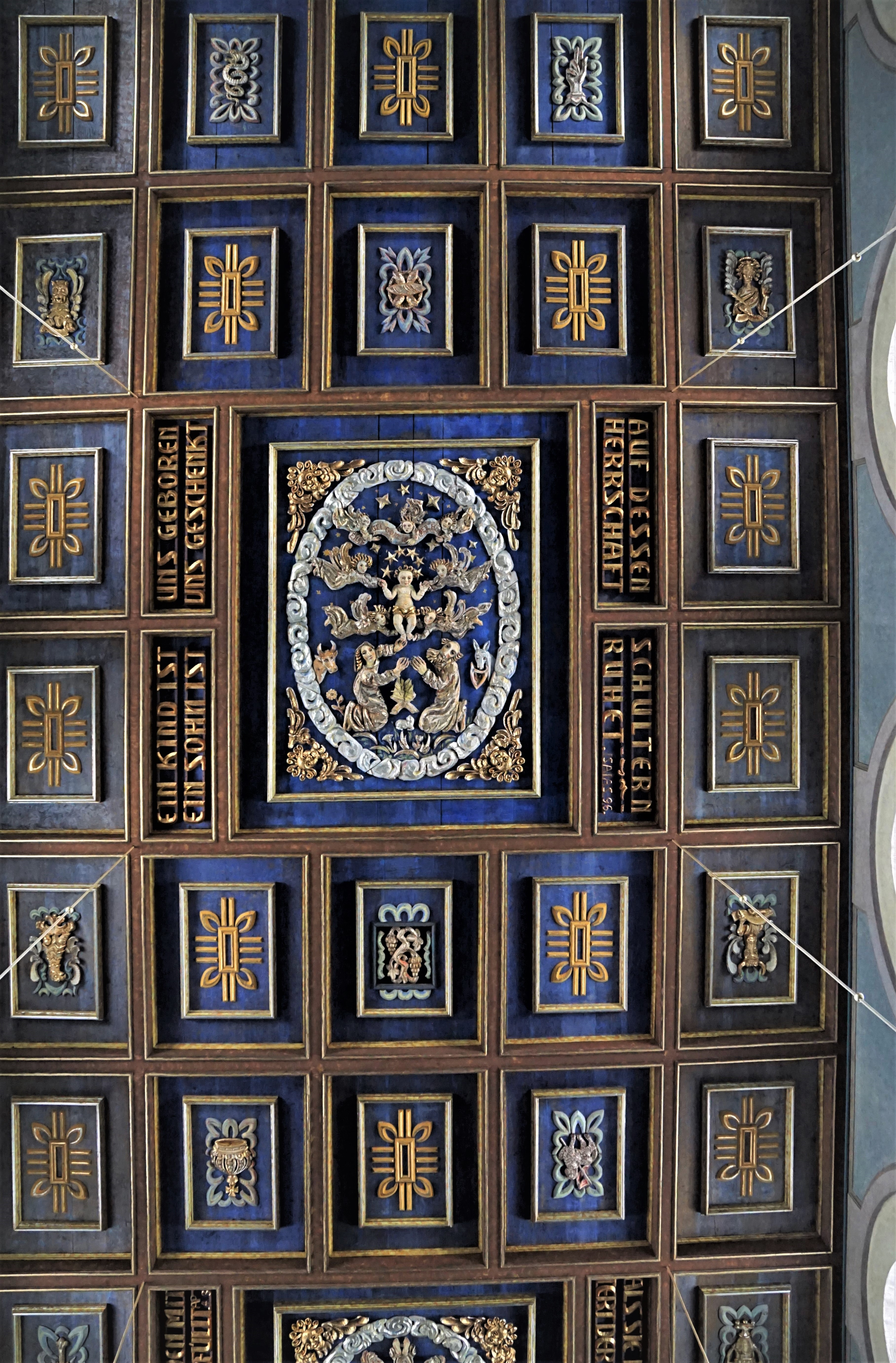
Kassettendecke des Langhauses
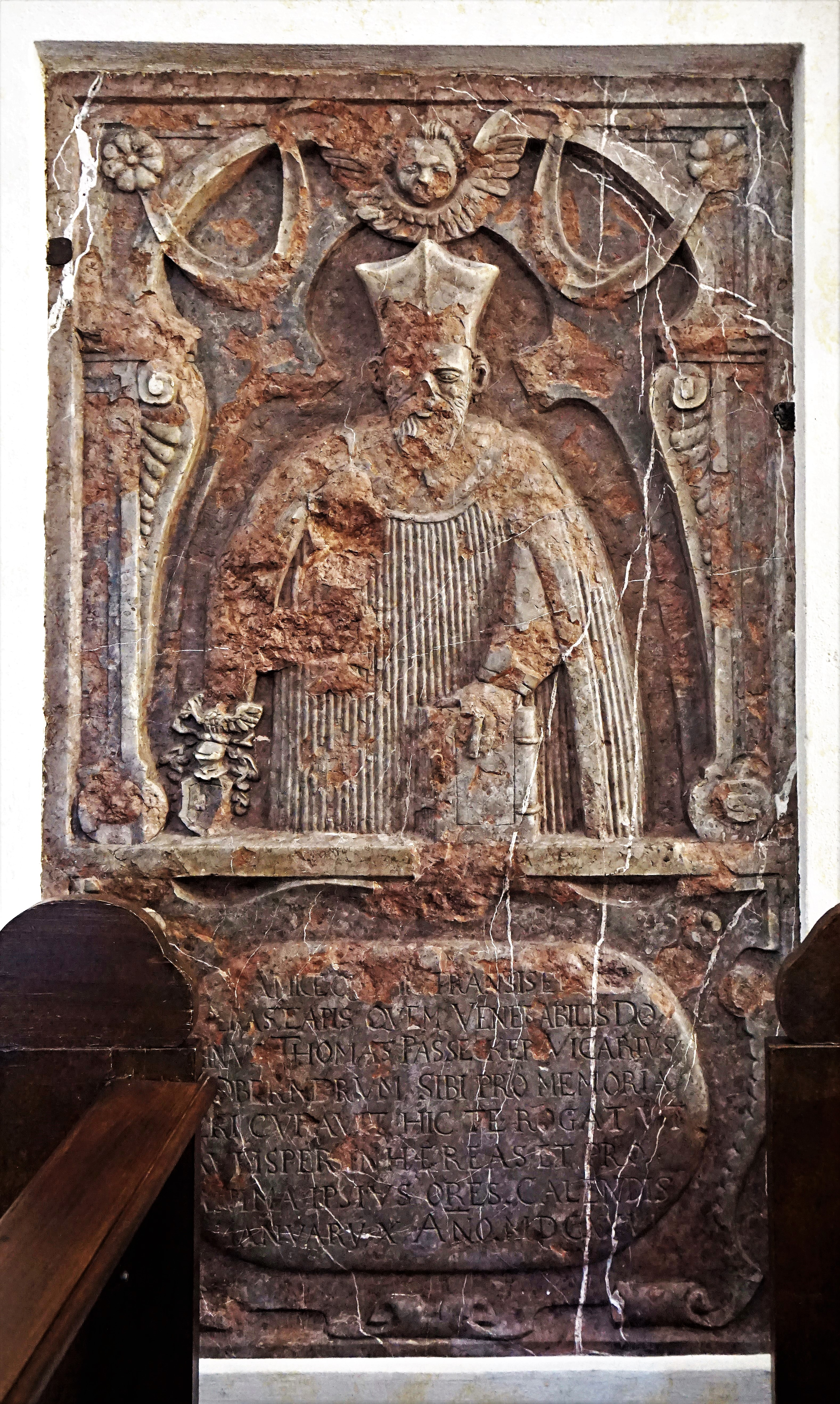
Gedenkstein im Langhaus

## Einrichtung

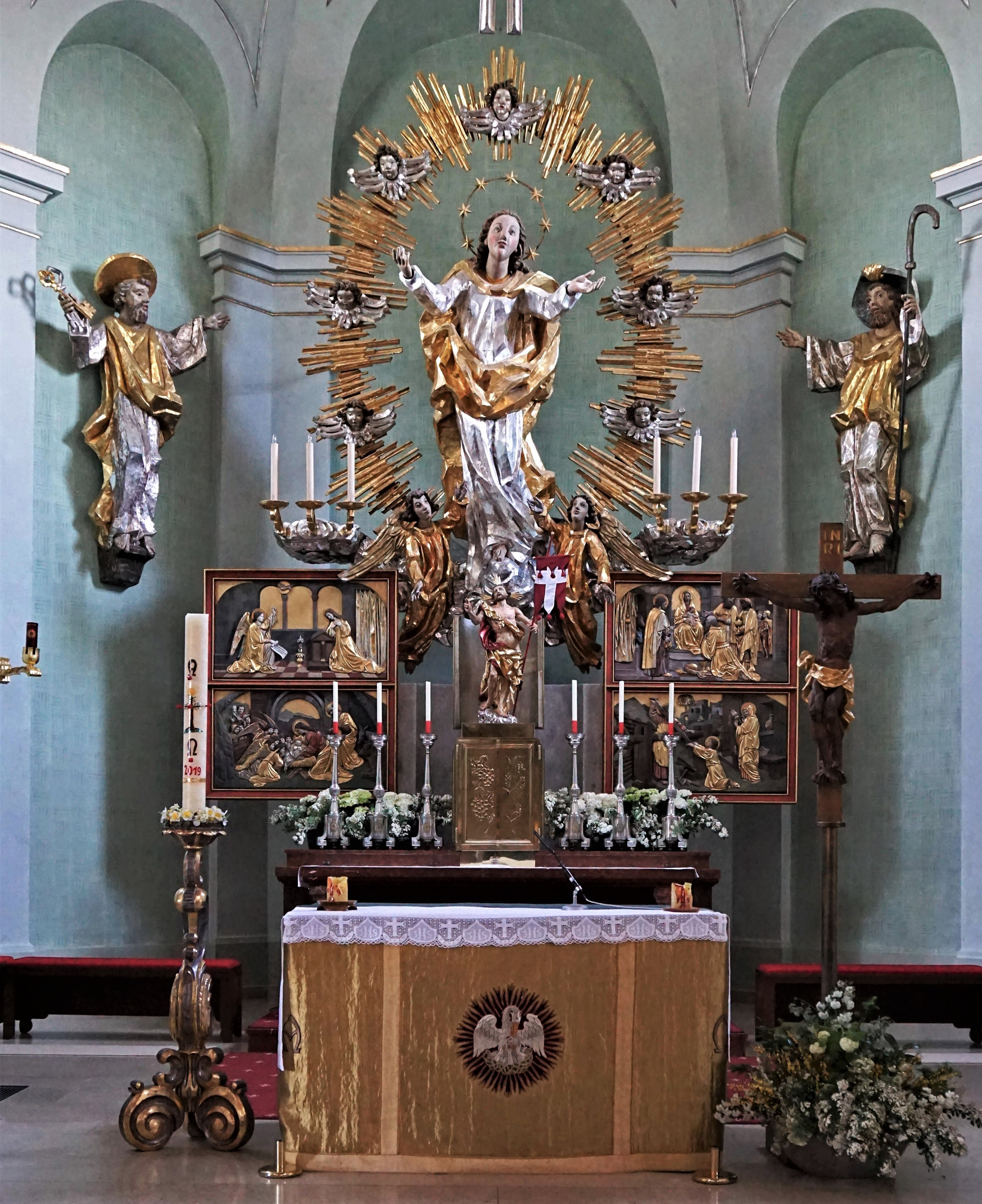
Der Hochaltar

Der Hochaltar bildet mit weiteren Figuren: einer von der Decke hängende Heiligen Dreifaltigkeit sowie den Konsolfiguren der Apostel Petrus und Jakobus dem Älteren, in der Apsis ein Ensemble und zeigt die Aufnahme Marias in den Himmel.
Der Altar des linken Seitenschiffs, der Maria-Hilf-Altar, ist ein zweisäuliger, barocker Ädikula-Altar mit einem Gemälde des hl. Antonius. Auf Wandkonsolen stehen die Assistenzfiguren Johannes der Täufer links und der Evangelist Johannes rechts. Das Aufsatzbild im gesprengten Giebel zeigt eine Maria mit Kind.
Der Altar des rechten Seitenschiffs, der Josephsaltar ist ein barocker Ädikula-Altar vom Ende des 17. Jahrhunderts mit dem Bild der Flucht nach Ägypten. In der Predella ist die Geburt Jesu dargestellt. Assistenzfiguren sind links der hl. Vinzenz von Valencia, rechts ein hl. Diakon.
Die barocke Kanzel ist um 1740 entstanden und wurde 1922 aus Berndorf erworben. Den Korb zieren Reliefdarstellungen der vier Evangelisten. Auf dem Schalldeckel sind Büsten der vier Kirchenväter zu sehen; die Statue des hl. Michael ist ein Werk Adlharts.
Die überlebensgroßen Heiligenfiguren an der nördlichen und südlichen Langhauswand schufen Adlhart und seine Werkstatt unter Beteiligung von Artur Rauch.
Zur weiteren Einrichtung gehören reliefgeschnitzte Kreuzwegstationen (Adlhart 1961).

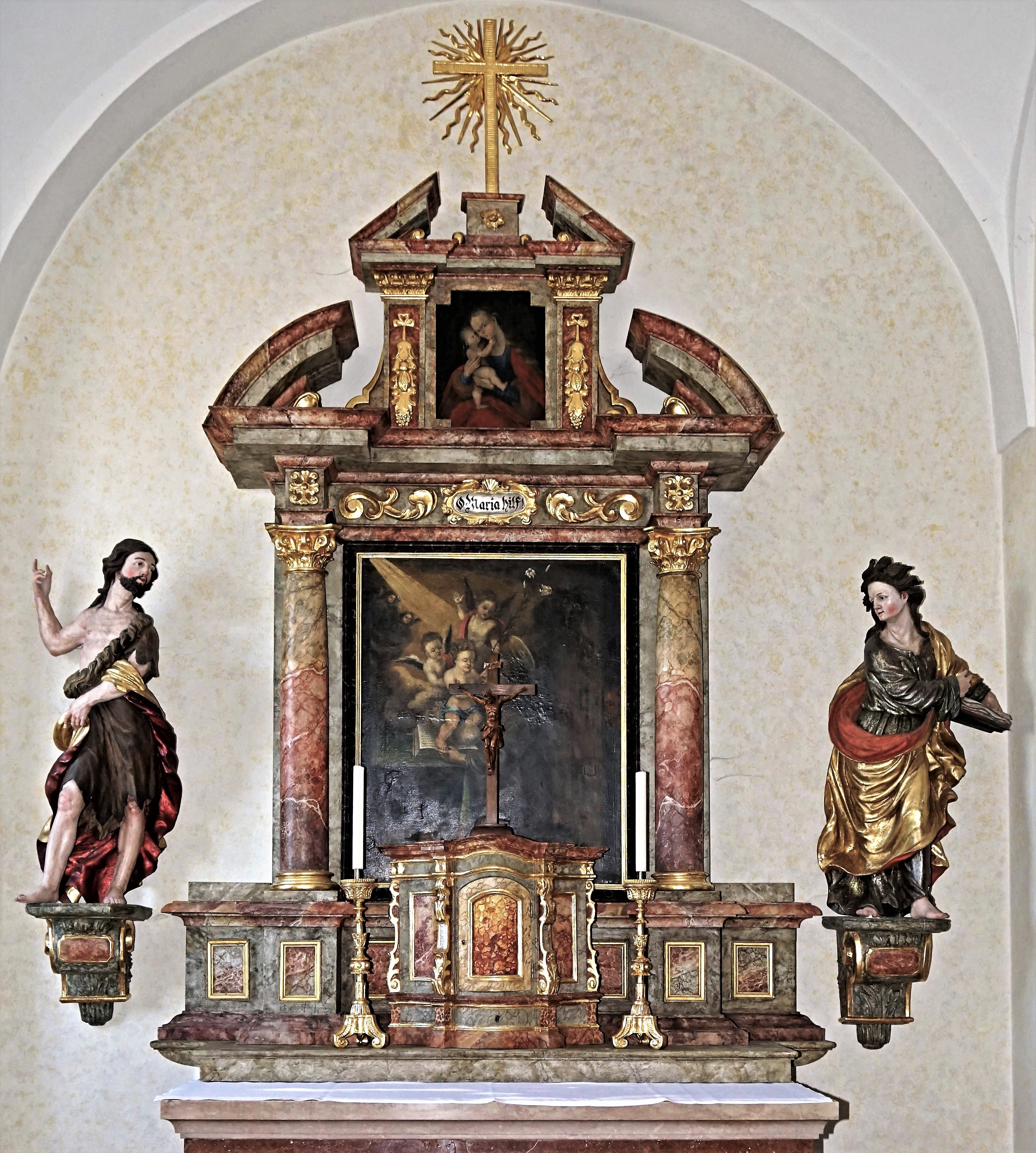
Der Maria-Hilf-Altar
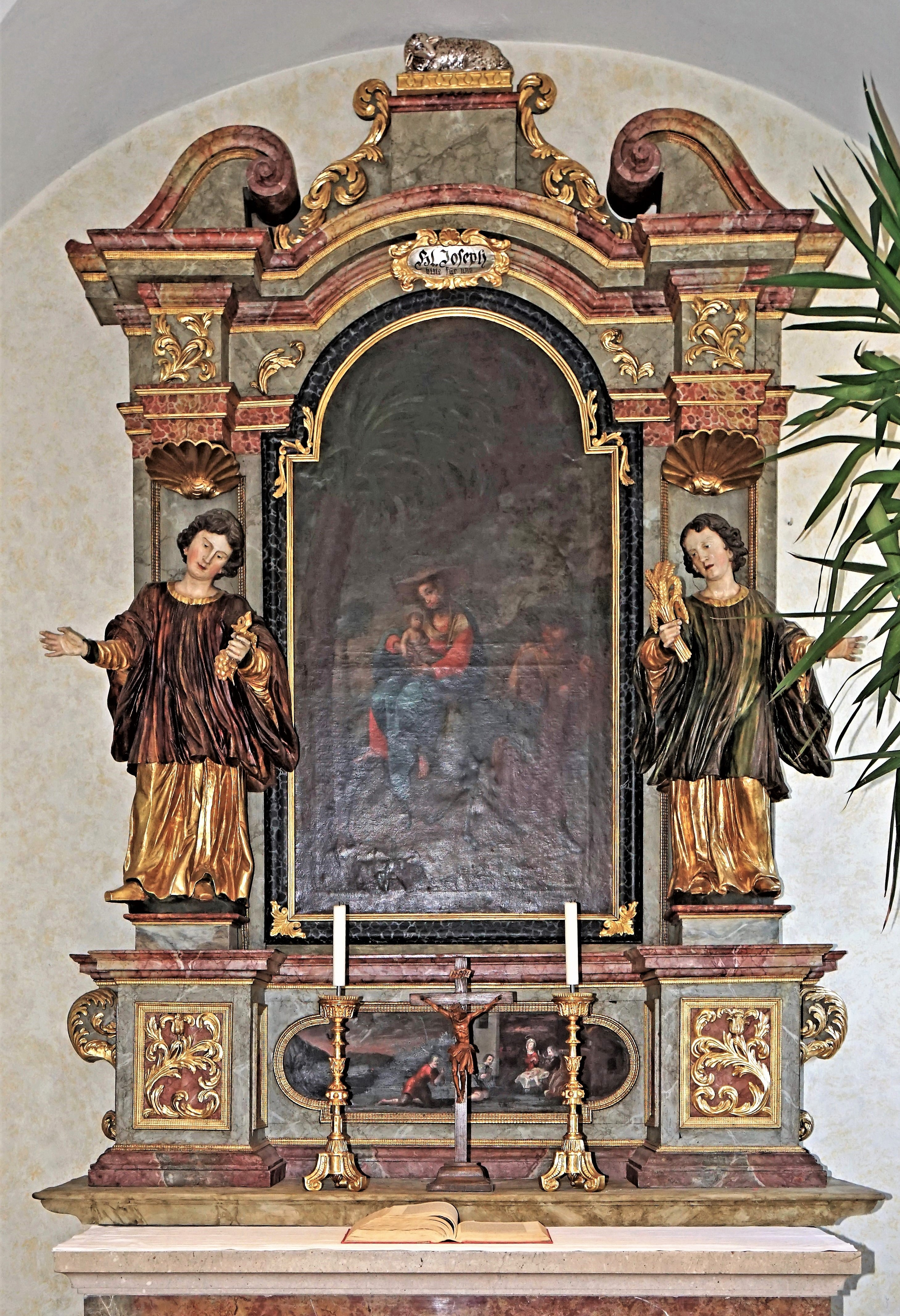
Der Josephsaltar
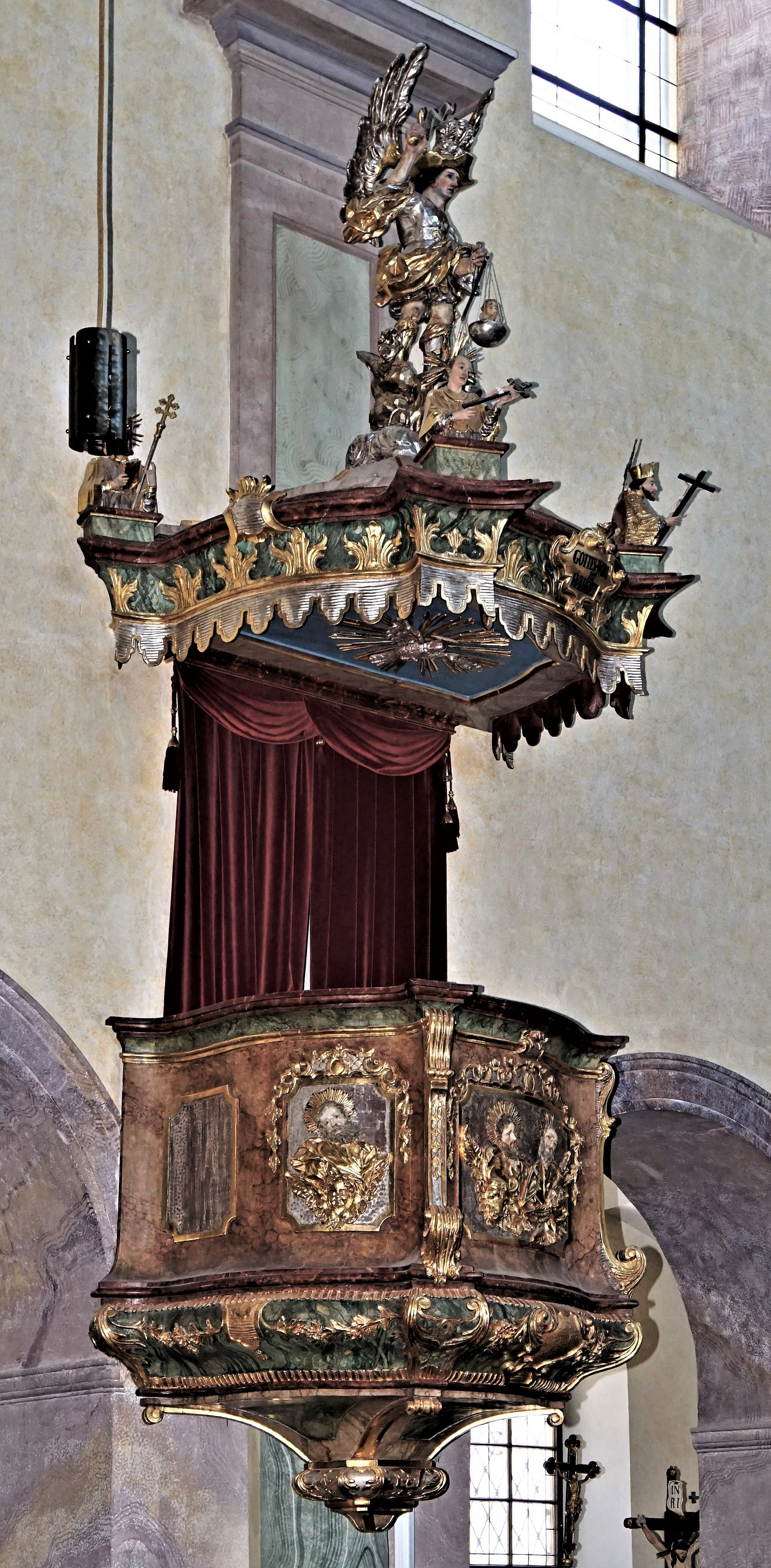
Die barocke Kanzel
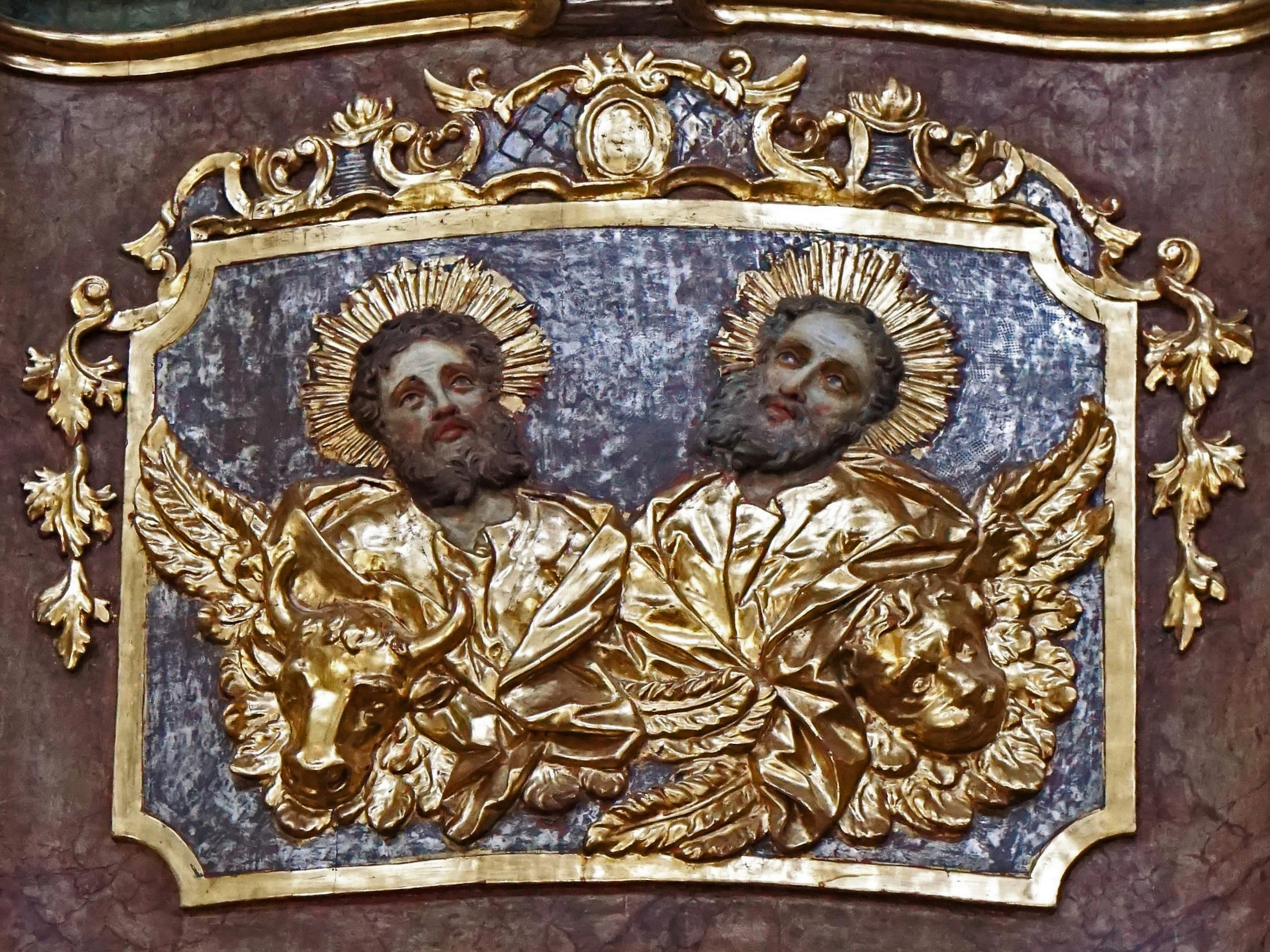
Kanzelkorb, Ausschnitt: die Evangelisten Lukas und Markus
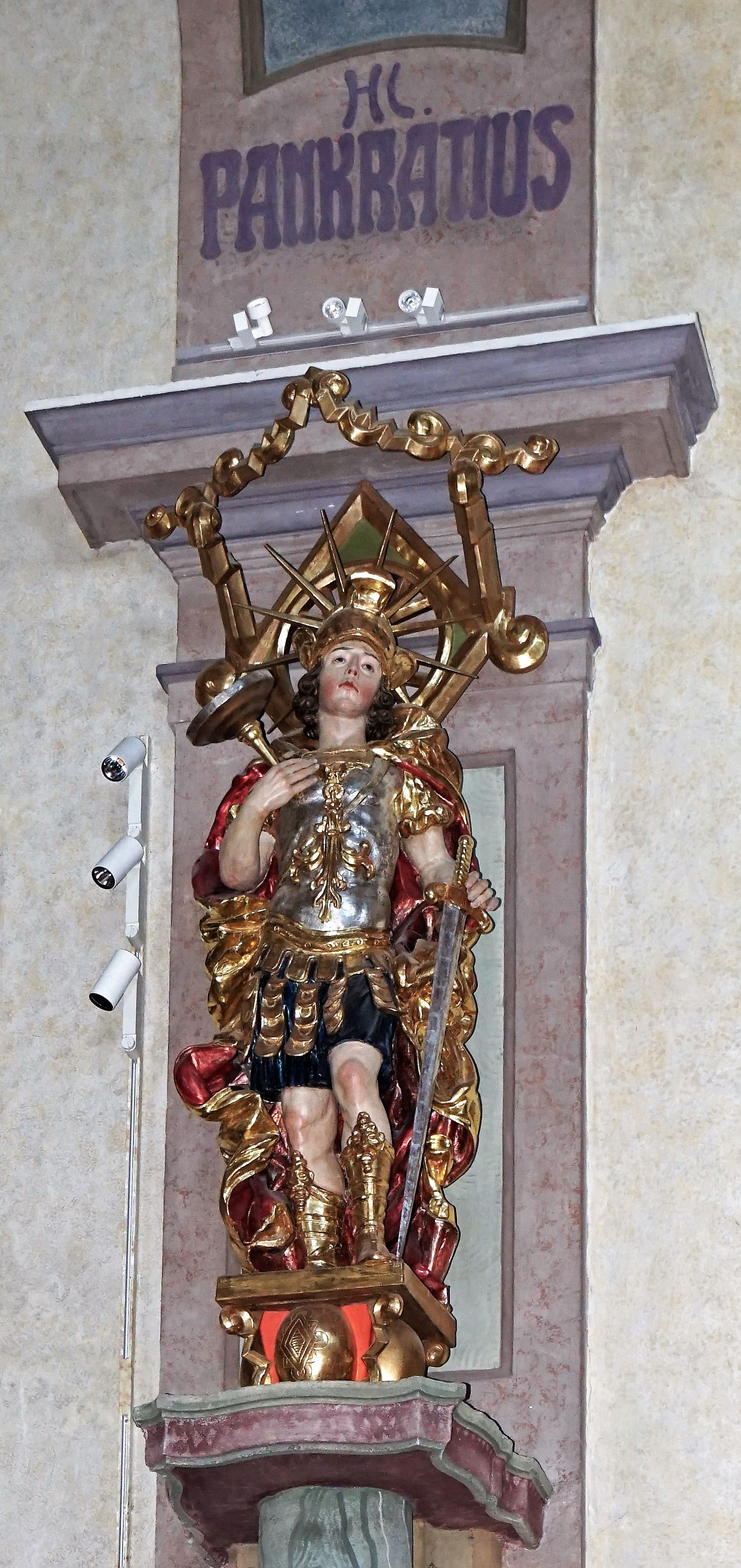
Hl. Pankratius
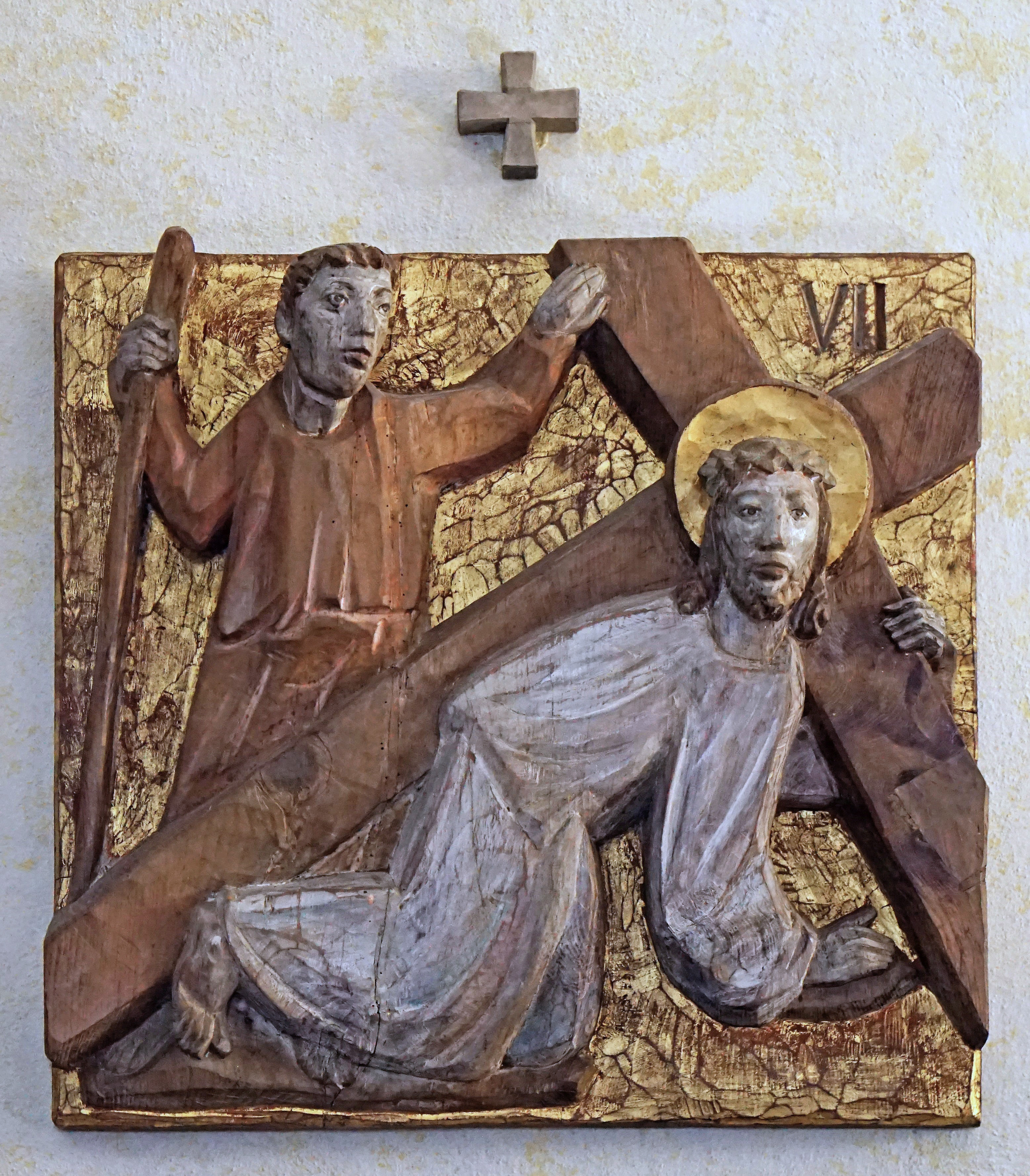
Kreuzwegstation